# Reichswirtschaftsministerium
Das Reichswirtschaftsministerium (RWM) war zuständig für das wirtschaftspolitische Regierungshandeln des Deutschen Reiches während der Weimarer Republik und der Zeit des Nationalsozialismus.
Es ging aus dem 1917 eingerichteten Reichswirtschaftsamt hervor. Es war das erste selbständige Ressort und wurde mit Zusammentritt der ersten demokratisch gewählten Regierung ab dem 21. März 1919 mit der Bezeichnung Reichswirtschaftsministerium weitergeführt.

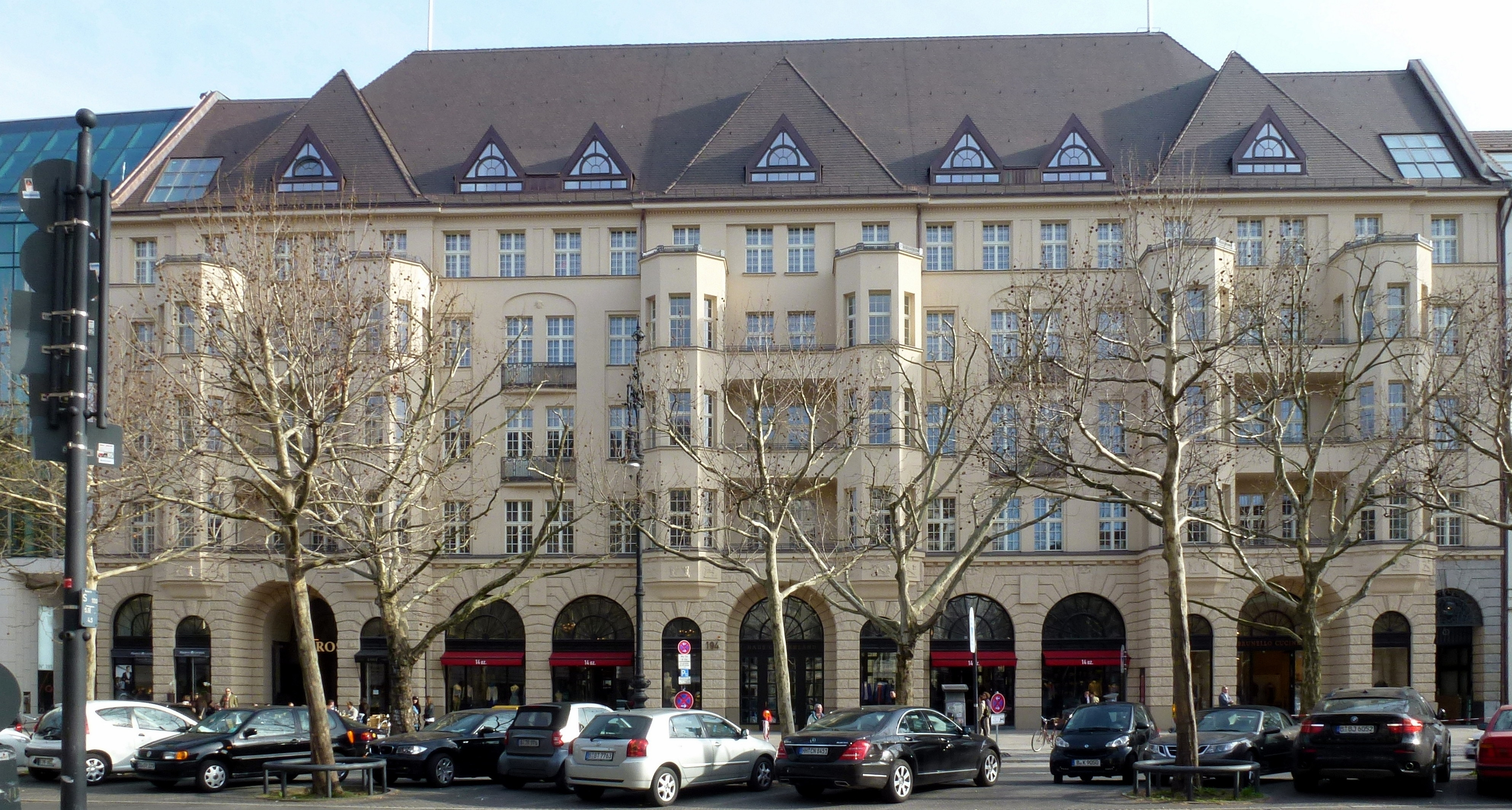
Haus Cumberland

So ordnete es die Verhältnisse zwischen der neu gegründeten Weimarer Republik und ihrer Wirtschaft. Es wurde mit Aufgaben wie der Demobilmachung, Bekämpfung der Inflation, der Reparationen an die Siegerstaaten sowie Wiedergewinnung von Exportmärkten betraut. Das Ministerium gewann schnell neue Kompetenzen in der Preispolitik, der sektoralen Wirtschaftslenkung und der Außenwirtschafts- und Devisenkontrolle. Letztere gewann ab 1929 (Weltwirtschaftskrise) eine besondere Bedeutung. Ab 1920 war das  Reichswirtschaftsministerium im Haus Cumberland am Kurfürstendamm zwischen Bleibtreu- und Schlüterstraße in Berlin-Charlottenburg untergebracht.
Von 1933 bis 1945 (Zeit des Nationalsozialismus) war das Reichswirtschaftsministerium eine zentrale Institution, mit deren Hilfe das NS-Regime viele seiner politischen Ziele in die Tat umsetzte, zum Beispiel Bekämpfung der Arbeitslosigkeit, Aufrüstung der Wehrmacht, Förderung der Rüstungsindustrie, Vorbereitung auf die Kriegswirtschaft sowie die Arisierung des deutschen Wirtschaftslebens. Bis zum Kriegsende gab es immer mehr Aufgaben und Zuständigkeiten an andere Reichsministerien ab. Die ehemaligen Wirtschaftsminister Hjalmar Schacht, Hermann Göring, Walther Funk und Albert Speer zählten später zu den Angeklagten im Nürnberger Prozess gegen die Hauptkriegsverbrecher.

## Gebäude
Der Hauptsitz des Reichswirtschaftsministeriums war in der Behrenstraße 42–45 in Berlin.
Mitte November 1943 wurde das Gebäude durch Fliegerangriffe zerstört.
Heute befindet sich dort das Humboldt Carré.

## Aufgaben
1919 übernimmt das RWM die Aufgaben der Lenkung und Abwicklung der Kriegsrohstoffabteilungen aus dem aufgelösten Reichsministerium für wirtschaftliche Demobilmachung.
Ebenfalls 1919 übernahm der Jurist und Volkswirtschaftler Kurt Finkenwirth im Ministerium die Aufgaben eines nach dem Ersten Weltkrieg notwendig gewordenen Kommissars für Textilnotstandsversorgung.
1920 Auflösung der kurzzeitigen Vereinigung des RWM mit dem Reichsernährungsministerium, nachdem dieses zum neu gegründeten Reichsministeriums für Ernährung und Landwirtschaft übertritt.
An das Reichsverkehrsministerium werden 1921 die Zuständigkeit für die Binnenschifffahrt und 1926 die Zuständigkeit für die Seefahrt abgegeben.
1923 Übernahme der elektrowirtschaftlichen Gesetzgebung und anderer wirtschaftlicher Aufgaben außerhalb der Kompetenz des Reichsfinanzministeriums mit Auflösung des Reichsschatzministeriums
1933 werden die Arbeitsgebiete Wirtschaftswerbung, Ausstellungs-, Messe- und Reklamewesen an das Reichsministerium für Volksaufklärung und Propaganda abgegeben. Die Aufgaben der Devisenbewirtschaftung werden ebenfalls in diesem Jahr an die neu gegründete Reichsstelle für Devisenbewirtschaftung abgegeben.
1934 erfolgt die Vereinigung mit dem preußischen Ministerium für Wirtschaft und Arbeit. Es führt die offizielle Bezeichnung „Reichs- und Preußisches Wirtschaftsministerium“ bis 1938.
1936 gibt es die Zuständigkeit für das Verfügungsrecht über Rohstoffe, Devisen, Arbeitskräfte und Beschaffungsprogramm an die Vierjahresplanbehörde ab. Im Gegenzug erhält das Reichswirtschaftsministerium, im Zuge der Zentralisierung der Wirtschaft, von der Vierjahresplanbehörde die Referate Rohstoffbewirtschaftung, Außenhandelsreferat und das Referat „Der Generalbevollmächtigte für die Eisen- und Stahlbewirtschaftung“.
1941 wird der Bereich Energiewirtschaft auf den Generalinspektor für Wasser und Energie übertragen.
1943 wird mit dem Aufbau der Reichsbergbehörden die neue Hauptabteilung „Der Oberberghauptmann“ geschaffen.
Am 2. September 1943 folgt mit dem Erlass über die Konzentration in der Kriegswirtschaft die Übergabe der Zuständigkeiten auf dem Gebiet der Rohstoffversorgung, Produktion und Rüstungsindustrie auf das Reichsministerium für Rüstung und Kriegsproduktion. Die zivile Produktion, die allgemeine Wirtschaftspolitik, das Handels- und Gewerbewesen, der Bergbau und die Wirtschaftsfinanzierung verbleibt beim Reichswirtschaftsministerium. (vgl. Speer-Erlass vom 29. Oktober 1943)

## Struktur
Die Struktur des Reichswirtschaftsministeriums nach dem Geschäftsverteilungsplan von 1943:
- Minister- und Staatssekretärbüro (einschl. Pressestelle)

- Wehrwirtschaftsangelegenheiten (Sonderabteilung S  einschl. Abwehrfragen, Werkluftschutz)

- Hauptabteilung I – Personal- und Verwaltungssachen
  - I / 1 Personal
  - I / 2 Verwaltungsangelegenheiten

- Hauptabteilung II – Allgemeine Wirtschaftspolitik
  - Büro des Hauptabteilungsleiters
  - II / 1 Wirtschaftliche Gesamtlage Deutschlands
  - II / 2 Bewirtschaftung der gewerblichen Erzeugnisse und Lenkung der Industrie
  - II / 3 Durchführung der Versorgung (Handel, Handwerk, Gewerbe)

- Hauptabteilung III – Außenhandel, Devisenbewirtschaftung, Besetzte Gebiete
  - III / 1 Außenwirtschaft
  - III / 2 Ausfuhrförderung, Prüfungsstellen
  - III / 3 Länder. Wirtschaftsbeziehungen und Wirtschaftsnachrichten
  - III / 4 ???
  - III / 5 Devisenbewirtschaftung
  - III / 6 Besetzte Ostgebiete

- Hauptabteilung IV – Geld-, Bank-, Börsen- und Versicherungswesen, Finanzierung der Wirtschaft
  - IV / 1 Geld und Währung
  - IV / 2 Geld-, Kredit-, Bank- und Versicherungswesen
  - IV / 3 Finanzierung von Staat und Wirtschaft

- Hauptabteilung "Der Oberberghauptmann"

## Liste der Reichswirtschaftsminister
| Name (Lebensdaten)              | Amtsantritt       | Ende der Amtszeit | Partei    |
| ------------------------------- | ----------------- | ----------------- | --------- |
| Rudolf Wissell (1869–1962)      | 13. Februar 1919  | 15. Juli 1919     | SPD       |
| Robert Schmidt (1864–1943)      | 16. Juli 1919     | 24. Juni 1920     | SPD       |
| Ernst Scholz (1874–1932)        | 25. Juni 1920     | 9. Mai 1921       | DVP       |
| Robert Schmidt (1864–1943)      | 10. Mai 1921      | 21. November 1922 | SPD       |
| Johann Becker (1869–1951)       | 22. November 1922 | 12. August 1923   | DVP       |
| Hans von Raumer (1870–1965)     | 13. August 1923   | 5. Oktober 1923   | DVP       |
| Joseph Koeth (1870–1936)        | 6. Oktober 1923   | 23. November 1923 | parteilos |
| Eduard Hamm (1879–1944)         | 30. November 1923 | 15. Dezember 1924 | DDP       |
| Albert Neuhaus (1873–1948)      | 15. Januar 1925   | 26. Oktober 1925  | DNVP      |
| Rudolf Krohne (1876–1953)       | 27. Oktober 1925  | 5. Dezember 1925  | DVP       |
| Julius Curtius (1877–1948)      | 19. Januar 1926   | 11. November 1929 | DVP       |
| Paul Moldenhauer (1876–1947)    | 12. November 1929 | 23. Dezember 1929 | DVP       |
| Robert Schmidt (1864–1943)      | 24. Dezember 1929 | 29. März 1930     | SPD       |
| Hermann Dietrich (1879–1954)    | 30. März 1930     | 26. Juni 1930     | DDP       |
| Ernst Trendelenburg (1882–1945) | 27. Juni 1930     | 8. Oktober 1931   | parteilos |
| Hermann Warmbold (1876–1976)    | 9. Oktober 1931   | 28. April 1932    | parteilos |
| Ernst Trendelenburg (1882–1945) | 29. April 1932    | 30. Mai 1932      | parteilos |
| Hermann Warmbold (1876–1976)    | 1. Juni 1932      | 28. Januar 1933   | parteilos |
| Alfred Hugenberg (1865–1951)    | 30. Januar 1933   | 29. Juni 1933     | DNVP      |
| Kurt Schmitt (1886–1950)        | 29. Juni 1933     | 3. August 1934    | NSDAP     |
| Hjalmar Schacht (1877–1970)     | 3. August 1934    | 26. November 1937 | parteilos |
| Hermann Göring (1893–1946)      | 26. November 1937 | 15. Januar 1938   | NSDAP     |
| Walther Funk (1890–1960)        | 5. Februar 1938   | 5. Mai 1945       | NSDAP     |
| Albert Speer (1905–1981)        | 5. Mai 1945       | 23. Mai 1945      | NSDAP     |

## Liste der Staatssekretäre
| Name                | Amtsantritt | Ende der Amtszeit | Partei    |
| ------------------- | ----------- | ----------------- | --------- |
| Julius Hirsch       | 1919        | 1923              | Parteilos |
| Ernst Trendelenburg | 1923        | 1932              | Parteilos |
| Karl Schwarzkopf    | 1932        | 1933              | Parteilos |
| Paul Bang           | 1933        | 1933              | DNVP      |
| Hans Posse          | 1933        | 1938              | Parteilos |
| Rudolf Brinkmann    | 1938        | 1939              | Parteilos |
| Friedrich Landfried | 1939        | 1943              | Parteilos |
| Franz Hayler        | 1943        | 1945              | NSDAP     |
| Otto Ohlendorf      | 1943        | 1945              | NSDAP     |

## Behörden
- Reichsbergbehörde mit den Oberbergämtern als Mittelinstanz und den Bergämtern als untere Instanz.
- Reichswirtschaftskammer
- Reichsamt für Wirtschaftsausbau

## Nachfolger
Im Nachkriegsdeutschland trat an dessen Stelle in den westlichen Besatzungszonen das Verwaltungsamt für Wirtschaft (ab März 1948: Verwaltungsamt des vereinigten Wirtschaftsgebietes). Mit dem Inkrafttreten des Grundgesetzes entstand auf dem Gebiet der Bundesrepublik das Bundesministerium für Wirtschaft. Auf dem Gebiet der DDR wurden für den Wirtschaftssektor eine Fülle von Spezialministerien geschaffen, die jeweils für einzelne Wirtschaftszweige zuständig waren. Für die Liste der DDR-Ministerien der Wirtschaftszweige, vgl. Ministerien der DDR.